# Distretto di Mouzaia
Il distretto di Mouzaia è un distretto della provincia di Blida, in Algeria, con capoluogo Mouzaia.